# Bundesverband Deutscher Leasing-Unternehmen
Der Bundesverband Deutscher Leasing-Unternehmen (BDL) ist der Interessenverband der deutschen Leasing-Branche mit Sitz in Berlin und einer Repräsentanz in Brüssel. Er vertritt rund 230 Mitgliedsunternehmen.

## Verbandsstruktur
Der Verein ist ein eingetragener Verein deutschen Rechts, der sich durch Beiträge und Umlagen seiner Mitglieder finanziert. Organe des Vereins sind die Mitgliederversammlung und der Vorstand, der aus maximal neun Personen besteht. Der Vorsitzende des Vorstands führt die Bezeichnung „Präsident“ und ist alleinvertretungsberechtigt. Der Hauptgeschäftsführer des Verbandes vertritt den Verband als Besonderer Vertreter gemäß § 30 BGB.
In verbandseigenen Gremien werden die Fachthemen behandelt. Es gibt einen Ausschuss für betriebswirtschaftliche Fragen und Regulatorik, einen Bilanz- und Steuerausschuss, einen Ausschuss für Finanzierungsfragen, einen Ausschuss für Öffentlichkeitsarbeit und Public Affairs sowie einen Rechtsausschuss. Weiterhin gibt es Arbeitsgruppen für die Themen Nachhaltigkeit, Mittelstandsfragen und IT.
Der BDL hat seinen Hauptsitz in Berlin, ist aber auch grenzüberschreitend aktiv. Der Verband ist Mitglied des europäischen Dachverbands der nationalen Leasing-Verbände, Leaseurope, der die Interessen der Branche auf europäischer Ebene bündelt. Zudem unterhält der BDL seit 2015 eine eigene Repräsentanz in Brüssel, die in Zusammenarbeit mit Leaseurope die Interessen der Leasing-Branche bei den EU-Institutionen vertritt.

## Geschichte
Zu Beginn der 1960er Jahre entstanden die ersten Leasing-Gesellschaften in Deutschland – rechtliche und steuerliche Rahmenbedingungen waren damals noch unklar. Dennoch gewann Leasing, besonders im Mittelstand, an Bedeutung. 1966 gründeten Branchenvertreter einen Arbeitskreis zur Verbesserung der Rahmenbedingungen, aus dem 1972 der „Deutsche Leasing-Verband“ mit Sitz in Hamburg hervorging. Mitglied konnten laut Satzung alle selbständigen Gesellschaften werden, deren primärer Geschäftszweck das Leasing von Mobilien oder Immobilien war. Ferner mussten die Mitglieder ein haftendes Eigenkapital von mindestens einer Million Deutsche Mark aufweisen. 1975 änderte man den Vereinsnamen in „Bundesverband Deutscher Leasing-Gesellschaften“.
Der Verband befasste sich mit steuerlichen, bilanziellen und betriebswirtschaftlichen Fragen und setzte sich dafür ein, Leasing als Investitions- statt Kreditgeschäft zu etablieren. Der BDL und federführend der Deutsche Industrie- und Handelskammertag (DIHT) entwickelten das Berufsbild Leasing-Fachwirt. Der Rahmenstoffplan umfasste betriebs- und volkswirtschaftliche sowie rechtliche Grundlagen und leasingspezifische Fächer. Später kamen weitere Qualifikationen hinzu, darunter der Diplom-Finanzierungswirt und der Fachmann für Leasing. Außerdem unterstützte der Verband 1984 die Gründung des Forschungsinstituts für Leasing an der Universität zu Köln. Nach kontroversen Diskussionen öffnete sich der Bundesverband Deutscher Leasing-Gesellschaften 1989 für Leasinggesellschaften von Herstellern, diese Änderung betraf insbesondere Autobanken. Verzeichnete der Bundesverband Deutscher Leasing-Gesellschaften 1980 noch 38 Mitglieder, konnte sich die Zahl in den folgenden zehn Jahren auf 91 mehr als verdoppeln.
2001 fusionierte der Bundesverband Deutscher Leasing-Gesellschaften mit dem Ende der 1980er-Jahre gegründeten Interessenverband der Deutschen Leasing-Unternehmen, wodurch der heutige BDL entstand. Seitdem hat der Verband seinen Sitz in Berlin und vertritt die Interessen der gesamten Leasing-Wirtschaft in Deutschland.

## Mitglieder
Insgesamt sind 230 Unternehmen Mitglieder im BDL, davon 140 Leasing-Gesellschaften und 90 assoziierte Unternehmen. Diese repräsentieren ca. 90 Prozent des Leasing-Marktvolumens in Deutschland von über 80 Mrd. Euro (Stand 2024).
Den Leasing-Markt teilen sich Universalanbieter, Unternehmen mit Ausrichtung auf bestimmte Gütergruppen oder Kundensektoren sowie Anbieter mit Schwerpunkt auf Immobilien- und Großmobilien-Leasing. Die 90 assoziierten Mitglieder stammen aus dem Umfeld der Branche, sind IT-Dienstleister, Rechtsanwälte, Wirtschaftsprüfer, Steuerberater oder refinanzierende Banken.
Etwa 44 Prozent der Leasing-Gesellschaften haben weniger als 15 Beschäftigte, und fast zwei Drittel verfügen über weniger als 50 Mitarbeitende. Ein großer Teil dieser Unternehmen ist inhabergeführt. Nur wenige Anbieter in der Branche haben mehr als 500 Beschäftigte, und kein Unternehmen überschreitet die Marke von 1.500 Mitarbeitenden.

## Tätigkeiten
Der Bundesverband Deutscher Leasing-Unternehmen orientiert sich am Prinzip der sozialen Marktwirtschaft, das offene Märkte, fairen Wettbewerb sowie Chancen- und Leistungsgerechtigkeit umfasst. Er setzt sich für die Förderung des Mittelstands sowie die Unterstützung von Investitionen und Innovationen ein.
Der BDL wird regelmäßig zu Bundestagsausschussanhörungen zu fachbezogenen Gesetzgebungsvorhaben eingeladen. Seine Arbeit beruht auf überparteilicher, sachorientierter und wissenschaftlich fundierter Argumentation. Der Verband ist im deutschen Lobbyregister unter der Registrierungsnummer LobbyR R001688 eingetragen.
Der Bundesverband Deutscher Leasing-Unternehmen (BDL) informiert seine Mitgliedsunternehmen über politische, wirtschaftliche und regulatorische Entwicklungen. Darüber hinaus kooperiert der Verband mit wissenschaftlichen und Forschungseinrichtungen und engagiert sich in der Aus- und Weiterbildung (BDL-Akademie). Zur Förderung des fachlichen Austauschs organisiert der Verband Fachtagungen, Branchentreffen und Seminare. Die BDL-Akademie bietet Weiterbildungsprogramme wie Grundlagenseminare oder Fachseminare an.
Der BDL erstellt jährlich eine Statistik zum Leasing-Markt, die Neugeschäfts- und Bestandszahlen sowie Auftragseingänge der Quartale umfasst und auf den Meldungen der Mitgliedsgesellschaften basiert. Das IW Köln veröffentlicht auf Basis dieser Statistik eine jährliche Analyse des Leasing-Marktes.
Der Verband ist Mitherausgeber der Zeitschrift FLF Finanzierung Leasing Factoring.

## Präsidenten

### Vorgängerorganisationen
Präsidenten der Vorgängerorganisationen (bis 1975 Deutscher Leasing-Verband, ab Dezember 1975 Bundesverband Deutscher Leasing-Gesellschaften):
- 1972–1980: Hans Kuschel
- 1980–1982: Albrecht Dietz
- 1982–1996: Klaus Feinen
- 1996–2000: Uwe Kaiser

### Seit der Fusion
Präsidenten des Bundesverbands Deutscher Leasing-Unternehmen:
- 2001–2007: Horst-Günther Schulz
- 2007–2009: Reinhard Gödel
- 2009–2017: Martin Mudersbach
- seit 2017: Kai Ostermann

### Hauptgeschäftsführer
Hauptgeschäftsführer des Bundesverbands Deutscher Leasing-Unternehmen:
- 2001 – 2010: Friedhelm Westebbe[31]
- 2010 – 2019: Horst Fittler[32][33]
- seit 2020: Claudia Conen[32][33]